# Hièrocles (geògraf)
Hièrocles  (en llatí Hierocles, en grec medieval Ἱεροκλῆς), fou un escriptor, geògraf i gramàtic romà d'Orient que és conegut únicament per una sola obra titulada Συνέκδημος ('El company dels viatges') que era un llibre destinat als viatgers que volien anar a les províncies orientals de l'imperi. Aquest llibre segurament es va compondre al començament del segle vi o potser en època de l'emperador Justinià I i dona la llista de 64 eparquies o províncies de l'Imperi Romà d'Orient i de 935 ciutats amb breus descripcions, i és encara important per conèixer la geografia de la zona. Aquesta obra, juntament amb la Ἐθνικά (Ethnika) d'Esteve de Bizanci, són la base de l'obra Sobre l'administració de l'imperi de Constantí VII.